# Enicospilus glarus
Enicospilus glarus är en stekelart som beskrevs av Ian D. Gauld och Mitchell 1978. Enicospilus glarus ingår i släktet Enicospilus och familjen brokparasitsteklar. Inga underarter finns listade i Catalogue of Life.